# Liste des titres musicaux numéro un en Allemagne en 1964
Cette page liste les titres numéro un dans les meilleures ventes de disques en Allemagne pour l'année 1964 selon Media Control Charts. 
Les classements sont issus des 100 meilleures ventes de singles et des 100 meilleures ventes d'albums. Ils se déroulent du vendredi au jeudi, et sont publiés le mardi par l'industrie musicale allemande.

## Classement des singles
| №  | Date         | Artiste                             | Titre                                      |
| -- | ------------ | ----------------------------------- | ------------------------------------------ |
| 1  | 4 janvier    | Cliff Richard                       | Rote Lippen soll man küssen                |
| 2  | 11 janvier   | Cliff Richard                       | Rote Lippen soll man küssen                |
| 3  | 18 janvier   | Cliff Richard                       | Rote Lippen soll man küssen                |
| 4  | 25 janvier   | Bernd Spier                         | Das kannst Du mir nicht verbieten          |
| 5  | 1er février  | Bernd Spier                         | Das kannst Du mir nicht verbieten          |
| 6  | 8 février    | Bernd Spier                         | Das kannst Du mir nicht verbieten          |
| 7  | 15 février   | Bernd Spier                         | Das kannst Du mir nicht verbieten          |
| 8  | 22 février   | The Beatles                         | I Want to Hold Your Hand                   |
| 9  | 29 février   | The Beatles                         | I Want to Hold Your Hand                   |
| 10 | 7 mars       | The Beatles                         | I Want to Hold Your Hand                   |
| 11 | 14 mars      | The Beatles                         | I Want to Hold Your Hand                   |
| 12 | 21 mars      | The Beatles                         | I Want to Hold Your Hand                   |
| 13 | 28 mars      | The Beatles                         | I Want to Hold Your Hand                   |
| 14 | 4 avril      | The Beatles                         | I Want to Hold Your Hand                   |
| 15 | 11 avril     | The Beatles                         | I Want to Hold Your Hand                   |
| 16 | 18 avril     | The Beatles                         | I Want to Hold Your Hand                   |
| 17 | 25 avril     | Ronny (de)                          | Oh, My Darling Caroline                    |
| 18 | 2 mai        | Ronny (de)                          | Oh, My Darling Caroline                    |
| 19 | 9 mai        | Ronny (de)                          | Oh, My Darling Caroline                    |
| 20 | 16 mai       | Ronny (de)                          | Oh, My Darling Caroline                    |
| 21 | 23 mai       | Ronny (de)                          | Oh, My Darling Caroline                    |
| 22 | 30 mai       | Ronny (de)                          | Oh, My Darling Caroline                    |
| 23 | 6 juin       | Ronny (de)                          | Oh, My Darling Caroline                    |
| 2  | 13 juin      | Ronny (de)                          | Oh, My Darling Caroline                    |
| 24 | 20 juin      | Drafi Deutscher                     | Shake Hands                                |
| 25 | 27 juin      | Drafi Deutscher                     | Shake Hands                                |
| 26 | 4 juillet    | Siw Malmkvist                       | Liebeskummer lohnt sich nicht              |
| 27 | 11 juillet   | Siw Malmkvist                       | Liebeskummer lohnt sich nicht              |
| 28 | 18 juillet   | Siw Malmkvist                       | Liebeskummer lohnt sich nicht              |
| 29 | 25 juillet   | Siw Malmkvist                       | Liebeskummer lohnt sich nicht              |
| 30 | 1er août     | Siw Malmkvist                       | Liebeskummer lohnt sich nicht              |
| 31 | 8 août       | Siw Malmkvist                       | Liebeskummer lohnt sich nicht              |
| 32 | 15 août      | Siw Malmkvist                       | Liebeskummer lohnt sich nicht              |
| 33 | 22 août      | Siw Malmkvist                       | Liebeskummer lohnt sich nicht              |
| 34 | 29 août      | Siw Malmkvist                       | Liebeskummer lohnt sich nicht              |
| 35 | 5 septembre  | Siw Malmkvist                       | Liebeskummer lohnt sich nicht              |
| 36 | 12 septembre | Peter Lauch & die Regenpfeifer (de) | Das kommt vom Rudern, das kommt vom Segeln |
| 37 | 19 septembre | Peter Lauch & die Regenpfeifer (de) | Das kommt vom Rudern, das kommt vom Segeln |
| 38 | 26 septembre | Peter Lauch & die Regenpfeifer (de) | Das kommt vom Rudern, das kommt vom Segeln |
| 39 | 3 octobre    | Peter Lauch & die Regenpfeifer (de) | Das kommt vom Rudern, das kommt vom Segeln |
| 40 | 10 octobre   | Peter Lauch & die Regenpfeifer (de) | Das kommt vom Rudern, das kommt vom Segeln |
| 41 | 17 octobre   | Peter Lauch & die Regenpfeifer (de) | Das kommt vom Rudern, das kommt vom Segeln |
| 42 | 24 octobre   | Johnny Rivers/Bernd Spier           | Memphis Tennessee                          |
| 43 | 31 octobre   | Johnny Rivers/Bernd Spier           | Memphis Tennessee                          |
| 44 | 7 novembre   | Johnny Rivers/Bernd Spier           | Memphis Tennessee                          |
| 45 | 14 novembre  | Johnny Rivers/Bernd Spier           | Memphis Tennessee                          |
| 46 | 21 novembre  | Johnny Rivers/Bernd Spier           | Memphis Tennessee                          |
| 47 | 28 novembre  | Johnny Rivers/Bernd Spier           | Memphis Tennessee                          |
| 48 | 5 décembre   | Johnny Rivers/Bernd Spier           | Memphis Tennessee                          |
| 49 | 12 décembre  | Johnny Rivers/Bernd Spier           | Memphis Tennessee                          |
| 50 | 19 décembre  | Roy Orbison                         | Oh, Pretty Woman                           |
| 51 | 26 décembre  | Roy Orbison                         | Oh, Pretty Woman                           |

## Classement des albums
| №  | Date         | Artiste                            | Titre                                     |
| -- | ------------ | ---------------------------------- | ----------------------------------------- |
| 1  | 4 janvier    | Freddy Quinn                       | Weihnachten auf hoher See                 |
| 2  | 11 janvier   | Freddy Quinn                       | Weihnachten auf hoher See                 |
| 3  | 18 janvier   | Freddy Quinn                       | Weihnachten auf hoher See                 |
| 4  | 25 janvier   | Freddy Quinn                       | Weihnachten auf hoher See                 |
| 5  | 1er février  | The Beatles                        | With The Beatles                          |
| 6  | 8 février    | The Beatles                        | With The Beatles                          |
| 7  | 15 février   | The Beatles                        | With The Beatles                          |
| 8  | 22 février   | The Beatles                        | With The Beatles                          |
| 9  | 29 février   | The Beatles                        | With The Beatles                          |
| 10 | 7 mars       | The Beatles                        | With The Beatles                          |
| 11 | 14 mars      | The Beatles                        | With The Beatles                          |
| 12 | 21 mars      | The Beatles                        | With The Beatles                          |
| 13 | 28 mars      | The Beatles                        | With The Beatles                          |
| 14 | 4 avril      | The Beatles                        | With The Beatles                          |
| 15 | 11 avril     | The Beatles                        | With The Beatles                          |
| 16 | 18 avril     | The Beatles                        | With The Beatles                          |
| 17 | 25 avril     | The Beatles                        | With The Beatles                          |
| 18 | 2 mai        | The Beatles                        | With The Beatles                          |
| 19 | 9 mai        | The Beatles                        | With The Beatles                          |
| 20 | 16 mai       | The Beatles                        | With The Beatles                          |
| 21 | 23 mai       | The Beatles                        | With The Beatles                          |
| 22 | 30 mai       | The Beatles                        | With The Beatles                          |
| 23 | 6 juin       | The Beatles                        | With The Beatles                          |
| 2  | 13 juin      | The Beatles                        | With The Beatles                          |
| 24 | 20 juin      | The Beatles                        | With The Beatles                          |
| 25 | 27 juin      | The Beatles                        | With The Beatles                          |
| 26 | 4 juillet    | The Beatles                        | With The Beatles                          |
| 27 | 11 juillet   | The Beatles                        | With The Beatles                          |
| 28 | 18 juillet   | The Beatles                        | With The Beatles                          |
| 29 | 25 juillet   | The Beatles                        | With The Beatles                          |
| 30 | 1er août     | Bande Originale                    | West Side Story                           |
| 31 | 8 août       | Bande Originale                    | West Side Story                           |
| 32 | 15 août      | Bande Originale                    | West Side Story                           |
| 33 | 22 août      | Bande Originale                    | West Side Story                           |
| 34 | 29 août      | Bande Originale                    | West Side Story                           |
| 35 | 5 septembre  | The Beatles                        | A Hard Day's Night                        |
| 36 | 12 septembre | The Beatles                        | A Hard Day's Night                        |
| 37 | 19 septembre | The Beatles                        | A Hard Day's Night                        |
| 38 | 26 septembre | The Beatles                        | A Hard Day's Night                        |
| 39 | 3 octobre    | The Beatles                        | A Hard Day's Night                        |
| 40 | 10 octobre   | The Beatles                        | A Hard Day's Night                        |
| 41 | 17 octobre   | The Beatles                        | A Hard Day's Night                        |
| 42 | 24 octobre   | The Beatles                        | A Hard Day's Night                        |
| 43 | 31 octobre   | The Beatles                        | A Hard Day's Night                        |
| 44 | 7 novembre   | The Beatles                        | A Hard Day's Night                        |
| 45 | 14 novembre  | The Beatles                        | A Hard Day's Night                        |
| 46 | 21 novembre  | The Beatles                        | A Hard Day's Night                        |
| 47 | 28 novembre  | The Beatles                        | A Hard Day's Night                        |
| 48 | 5 décembre   | Karin Hübner, Paul Hubschmid, etc. | Bande originale allemande de My Fair Lady |
| 49 | 12 décembre  | Karin Hübner, Paul Hubschmid, etc. | Bande originale allemande de My Fair Lady |
| 50 | 19 décembre  | Karin Hübner, Paul Hubschmid, etc. | Bande originale allemande de My Fair Lady |
| 51 | 26 décembre  | Karin Hübner, Paul Hubschmid, etc. | Bande originale allemande de My Fair Lady |